# Ctenotus rubicundus
Ctenotus rubicundus (червоний гребневухий сцинк) — вид сцинкоподібних ящірок родини сцинкових (Scincidae). Ендемік Австралії.

## Поширення і екологія
Червоні гребневухі сцинки мешкають в регіоні Пілбара на північному сході Західної Австралії. Вони живуть на кам'янистих пагорбах, порослих спінніфексом.